# New York City Marathon 1993
De New York City Marathon 1993 werd gelopen op zondag 14 november 1993. Het was de 24e editie van de New York City Marathon.
De Mexicaan Andrés Espinosa was bij de mannen de sterkste in 2:10.04. De Duitse Uta Pippig zegevierde bij de vrouwen in 2:26.24.
In totaal finishten 26.597 marathonlopers de wedstrijd, waarvan 20.781 mannen en 5.816 vrouwen.

## Uitslagen

### Mannen
| rang   | naam              | land | tijd    |
| ------ | ----------------- | ---- | ------- |
| Goud   | Andrés Espinosa   | MEX  | 2:10.04 |
| Zilver | Robert Kempainen  | USA  | 2:11.03 |
| Brons  | Arturo Barrios    | MEX  | 2:12.21 |
| 4      | Joaquim Pinheiro  | POR  | 2:12.40 |
| 5      | Keith Brantly     | USA  | 2:12.49 |
| 6      | Inocencio Miranda | MEX  | 2:12.52 |
| 7      | Paul Evans        | ENG  | 2:13.36 |
| 8      | Sammy Lelei       | KEN  | 2:13.56 |

### Vrouwen
| rang   | naam                  | land | tijd    |
| ------ | --------------------- | ---- | ------- |
| Goud   | Uta Pippig            | GER  | 2:26.24 |
| Zilver | Olga Appell           | MEX  | 2:28.56 |
| Brons  | Nadia Prasad          | NCL  | 2:30.16 |
| 4      | Marcia Narloch        | BRA  | 2:32.23 |
| 5      | Alena Peterkova       | CZE  | 2:33.43 |
| 6      | Emma Scaunich         | ITA  | 2:35.02 |
| 7      | Ramilja Boerangoelova | RUS  | 2:36.13 |
| 8      | Nadezhda Ilyina       | RUS  | 2:37.58 |
| 9      | Crystal Rogiers       | BEL  | 2:38.41 |
| 10     | Lybov Klochko         | UKR  | 2:41.44 |

1970 ·
1971 ·
1972 ·
1973 ·
1974 ·
1975 ·
1976 ·
1977 ·
1978 ·
1979 ·
1980 ·
1981 ·
1982 ·
1983 ·
1984 ·
1985 ·
1986 ·
1987 ·
1988 ·
1989 ·
1990 ·
1991 ·
1992 ·
1993 ·
1994 ·
1995 ·
1996 ·
1997 ·
1998 ·
1999 ·
2000 ·
2001 ·
2002 ·
2003 ·
2004 ·
2005 ·
2006 ·
2007 ·
2008 ·
2009 ·
2010 ·
2011 ·
2012 · 
2013 ·
2014 ·
2015 ·
2016 ·
2017 ·
2018 ·
2019 ·
2020 · 
2021 ·
2022 ·
2023 ·
2024